# Psilotreta lobopennis
Psilotreta lobopennis är en nattsländeart som beskrevs av Hwang 1957. Psilotreta lobopennis ingår i släktet Psilotreta och familjen böjrörsnattsländor. Inga underarter finns listade i Catalogue of Life.